# Barnardromia
Barnardromia is een geslacht van kreeftachtigen uit de klasse van de Malacostraca (hogere kreeftachtigen).

## Soorten
- Barnardromia bituberculata (Stebbing, 1920)
- Barnardromia hirsutimana (Kensley & Buxton, 1984)